# Rukometni klub Partizan
Lo Rukometni klub (o RK) Partizan è una squadra di pallamano maschile serba, con sede a Belgrado.
È stato fondato nel 1948. Fa parte della polisportiva Sportsko Društvo Partizan.

## Palmarès

### Trofei nazionali
- Coppa di Jugoslavia: 3
  - 1958-59, 1965-66, 1970-71.
- Campionato serbo: 10
  - 1992-93, 1993-94, 1994-95, 1998-99, 2001-02, 2002-03, 2008-09, 2010-11, 2011-12, 2024-25.
- Coppa della Serbia: 9
  - 1992-93, 1993-94, 1997-98, 2000-01, 2006-07, 2007-08, 2011-12, 2012-13, 2023-24.
- Supercoppa della Serbia: 3
  - 2009, 2011, 2012.